# Hard-top retractabil

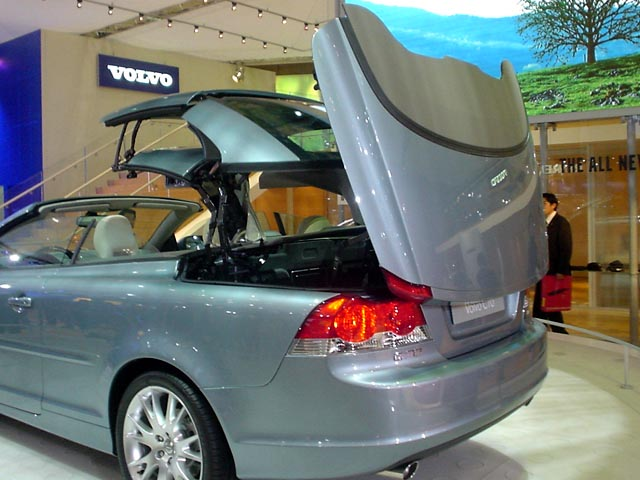
Un Volvo C70 cu hard-top retractabil

Un hard-top retractabil – cunoscut și sub denumirea de „coupé cabrio” sau „coupé cabriolet” – este o mașină cu un hard-top acționat automat, cu depozitare automată, spre deosebire de acoperișul pliabil din material textil folosit de mașinile decapotabile tradiționale.
Beneficiile îmbunătățirii controlului climatului și securității sunt compensate cu complexitatea mecanică crescută, costul, greutatea și, adesea, capacitatea redusă a portbagajelor.
Un articol din 2006 din New York Times sugera că hard-topul retractabil ar putea prevesti dispariția decapotabilelor cu acoperiș textil, și un articol din 2007 din Wall Street Journal sugera că „din ce în ce mai multe decapotabile renunță la acoperișurile din pânză moale în favoarea acoperișurilor metalice rabatabile sofisticate, făcându-le practice în toate climatele, pe tot parcursul anului”.